# Hirvisaaret (ö i Mellersta Finland)
Hirvisaaret är en ö i Finland. Den ligger i sjön Kuoksenjärvi och i kommunen Kuhmois i landskapet Mellersta Finland, i den södra delen av landet, 160 km norr om huvudstaden Helsingfors. Öns area är 2,8 hektar och dess största längd är 250 meter i öst-västlig riktning.  Notera att namnet antyder att det är fråga om flera öar.